# 鈴縫工業
鈴縫工業株式会社（すずぬいこうぎょう）は、茨城県日立市に本社を置く総合建設会社である。

## 沿革
- 1917年（大正6年）5月 ‐ 鈴縫組を創業。
- 1948年（昭和23年）7月 ‐ 鈴縫工業株式会社を設立。
- 1963年（昭和38年）3月 ‐ 東京証券取引所2部に上場。
- 2018年（平成30年）2月 ‐ マネジメント・バイアウトを目的に経営者株主が設立した株式会社アサヒが、議決権所有割合ベースで94.96%の株式を取得。
- 2018年（平成30年）3月 ‐ 東京証券取引所2部上場廃止。株式売渡請求により株式会社アサヒの完全子会社となる。

## 主な事業所
- 水戸営業所
  - 〒310-0011
茨城県水戸市三の丸2-11-17　鈴縫三の丸ビル内
- 日立営業所
  - 〒317-0077
茨城県日立市城南町1-11-31　鈴縫ビル3F
- つくば支店
  - 〒305-0854
茨城県つくば市上横場2004-3　つくばハイツ201
- 東京支店
  - 〒150-0042
東京都渋谷区宇田川町3-14　渋谷セントラルビル内

## グループ会社
- 株式会社建久
- 株式会社渋谷中央ビル
- 株式会社スイシン
- 株式会社ナガクラ
- 日立アスコン株式会社